# Деже Тандорі
Тандорі Деже (Дежьо) (угор. Dezső Tandori; 8 грудня 1938, Будапешт — 13 лютого 2019) — угорський письменник, поет, перекладач, художник-графік.

## Життя і творчість
Виріс у багатомовній родині. У віці шести років вже ходив на уроки німецької мови. Крім рідної мови знав також російську. Вивчав угорську та німецьку мови в університеті імені Лорана Етвеша в Будапешті.
Розпочав свою кар'єру як перекладач німецької літератури (Брігітта фон Штіфтер, Рільке та Кафка) та філософії (естетика Гегеля) на угорську мову. Мав замовлення на епічні твори, драми, новели, а також вірші та теоретичні твори. Перекладав «Едди» та «Парцифаля».

З 1964 викладав мови у вишах Будапешта. З 1971 — на творчій роботі.

Перекладав літературні твори Томаса Бернгарда, Франца Верфеля, Ернста Толлера, Петера Гакса та Ганса Еріха Носсака, повісті «Лола», «Blutrot passepartiert» та «Розвідник» Франсуа Маєра Преслі, а також твори Іммануїла Канта, Теодора В. Адорно та теоретика мистецтва Вернера Гофмана «Основи сучасного мистецтва. Вступ у його символічні форми».
У 1968 р. опублікував свою першу роботу, том поезії «Töredék Hamletnek» («Фрагмент для Гамлета»). Він також писав оповідання, романи, дитячі книги та есе.